# Стефан Цветковић
Стефан Цветковић (Лесковац, 12. јануара 1998) српски је фудбалер који тренутно наступа за Раднички из Ниша.

## Статистика

### Клупска
Ажурирано 17. октобра 2022.
|                         |          |                     |     |    |   |   |   |   |   |   |     |    |  |  |
| Црвена звезда           | 2016/17. | Суперлига Србије    | 0   | 0  | 0 | 0 | — | — | — | — | 0   | 0  |  |  |
| Црвена звезда           | 2017/18. | Суперлига Србије    | 0   | 0  | — | — | — | — | — | — | 0   | 0  |  |  |
| Црвена звезда           | 2018/19. | Суперлига Србије    | 0   | 0  | — | — | 0 | 0 | — | — | 0   | 0  |  |  |
| Црвена звезда           | Укупно   | Укупно              | 0   | 0  | 0 | 0 | 0 | 0 | — | — | 0   | 0  |  |  |
|                         |          |                     |     |    |   |   |   |   |   |   |     |    |  |  |
| Бачка Бачка Паланка     | 2018/19. | Суперлига Србије    | 2   | 0  | 0 | 0 | — | — | — | — | 2   | 0  |  |  |
|                         |          |                     |     |    |   |   |   |   |   |   |     |    |  |  |
| Чукарички               | 2019/20. | Суперлига Србије    | 1   | 0  | 0 | 0 | 0 | 0 | — | — | 1   | 0  |  |  |
|                         |          |                     |     |    |   |   |   |   |   |   |     |    |  |  |
| Графичар                | 2017/18. | Српска лига Београд | 30  | 15 | — | — | — | — | — | — | 30  | 15 |  |  |
| Графичар                | 2018/19. | Српска лига Београд | 14  | 5  | — | — | — | — | — | — | 14  | 5  |  |  |
| Графичар                | 2019/20. | Прва лига Србије    | 7   | 4  | — | — | — | — | — | — | 7   | 4  |  |  |
| Графичар                | 2020/21. | Прва лига Србије    | 16  | 6  | 1 | 0 | — | — | — | — | 17  | 6  |  |  |
| Графичар                | Укупно   | Укупно              | 67  | 30 | 1 | 0 | — | — | — | — | 68  | 30 |  |  |
|                         |          |                     |     |    |   |   |   |   |   |   |     |    |  |  |
| Металац Горњи Милановац | 2020/21. | Суперлига Србије    | 18  | 8  | — | — | — | — | — | — | 18  | 8  |  |  |
| Металац Горњи Милановац | 2021/22. | Суперлига Србије    | 34  | 5  | 3 | 0 | — | — | — | — | 37  | 5  |  |  |
| Металац Горњи Милановац | Укупно   | Укупно              | 52  | 13 | 3 | 0 | — | — | — | — | 55  | 13 |  |  |
|                         |          |                     |     |    |   |   |   |   |   |   |     |    |  |  |
| РФС                     | 2022.    | Прва лига Летоније  | 5   | 0  | 1 | 0 | 0 | 0 | — | — | 6   | 0  |  |  |
|                         |          |                     |     |    |   |   |   |   |   |   |     |    |  |  |
| Раднички Ниш            | 2022/23. | Суперлига Србије    | 7   | 2  | 0 | 0 | — | — | — | — | 7   | 2  |  |  |
|                         |          |                     |     |    |   |   |   |   |   |   |     |    |  |  |
| Каријера                | Каријера | Каријера            | 134 | 45 | 5 | 0 | 0 | 0 | — | — | 139 | 45 |  |  |
|                         |          |                     |     |    |   |   |   |   |   |   |     |    |  |  |

### Утакмице у дресу репрезентације
| Репрезентација Србије у узрасту до 16 година старости | Репрезентација Србије у узрасту до 16 година старости | Репрезентација Србије у узрасту до 16 година старости | Репрезентација Србије у узрасту до 16 година старости | Репрезентација Србије у узрасту до 16 година старости | Репрезентација Србије у узрасту до 16 година старости | Репрезентација Србије у узрасту до 16 година старости | Репрезентација Србије у узрасту до 16 година старости | Репрезентација Србије у узрасту до 16 година старости | Репрезентација Србије у узрасту до 16 година старости |
| #                                                     | Датум                                                 | Такмичење                                             | Локација                                              | Домаћин                                               | Резултат                                              | Гост                                                  | Мин.                                                  | Гол                                                   | Реф.                                                  |
| ----------------------------------------------------- | ----------------------------------------------------- | ----------------------------------------------------- | ----------------------------------------------------- | ----------------------------------------------------- | ----------------------------------------------------- | ----------------------------------------------------- | ----------------------------------------------------- | ----------------------------------------------------- | ----------------------------------------------------- |
| 1.                                                    | 7. јун 2014.                                          | Меморијални турнир „Миљан Миљанић”                    | Стадион Чукаричког, Баново Брдо                       | Србија                                                | 3 : 0                                                 | Црна Гора                                             | Гол · Гол                                             | [ в ]                                                 |                                                       |
| 2.                                                    | 9. јун 2014.                                          | Меморијални турнир „Миљан Миљанић”                    | Стадион Чукаричког, Баново Брдо                       | Србија                                                | 1 : 1                                                 | Италија                                               |                                                       | [ в ]                                                 |                                                       |
| 2                                                     | Укупан број утакмица и постигнутих погодака           | Укупан број утакмица и постигнутих погодака           | Укупан број утакмица и постигнутих погодака           | Укупан број утакмица и постигнутих погодака           | Укупан број утакмица и постигнутих погодака           | Укупан број утакмица и постигнутих погодака           | Укупан број утакмица и постигнутих погодака           | 2                                                     | [ 26 ]                                                |

| Репрезентација Србије у узрасту до 17 година старости | Репрезентација Србије у узрасту до 17 година старости | Репрезентација Србије у узрасту до 17 година старости | Репрезентација Србије у узрасту до 17 година старости | Репрезентација Србије у узрасту до 17 година старости | Репрезентација Србије у узрасту до 17 година старости | Репрезентација Србије у узрасту до 17 година старости | Репрезентација Србије у узрасту до 17 година старости | Репрезентација Србије у узрасту до 17 година старости | Репрезентација Србије у узрасту до 17 година старости |
| #                                                     | Датум                                                 | Такмичење                                             | Локација                                              | Домаћин                                               | Резултат                                              | Гост                                                  | Мин.                                                  | Гол                                                   | Реф.                                                  |
| ----------------------------------------------------- | ----------------------------------------------------- | ----------------------------------------------------- | ----------------------------------------------------- | ----------------------------------------------------- | ----------------------------------------------------- | ----------------------------------------------------- | ----------------------------------------------------- | ----------------------------------------------------- | ----------------------------------------------------- |
| 1.                                                    | 16. септембар 2016.                                   | Пријатељска утакмица                                  | Градски стадион, Молодечно                            | Белорусија                                            | 0 : 0                                                 | Србија                                                |                                                       | [ 27 ]                                                |                                                       |
| 2.                                                    | 18. септембар 2016.                                   | Пријатељска утакмица                                  |                                                       | Белорусија                                            | 0 : 0                                                 | Србија                                                |                                                       | [ 28 ]                                                |                                                       |
| 3.                                                    | 24. фебруар 2015.                                     | Пријатељска утакмица                                  | Кућа фудбала, Стара Пазова                            | Србија                                                | 1 : 0                                                 | Словенија                                             |                                                       | [ 29 ]                                                |                                                       |
| 3                                                     | Укупан број утакмица и постигнутих погодака           | Укупан број утакмица и постигнутих погодака           | Укупан број утакмица и постигнутих погодака           | Укупан број утакмица и постигнутих погодака           | Укупан број утакмица и постигнутих погодака           | Укупан број утакмица и постигнутих погодака           | Укупан број утакмица и постигнутих погодака           | 0                                                     | [ 30 ]                                                |

| Репрезентација Србије у узрасту до 18 година старости | Репрезентација Србије у узрасту до 18 година старости | Репрезентација Србије у узрасту до 18 година старости | Репрезентација Србије у узрасту до 18 година старости | Репрезентација Србије у узрасту до 18 година старости | Репрезентација Србије у узрасту до 18 година старости | Репрезентација Србије у узрасту до 18 година старости | Репрезентација Србије у узрасту до 18 година старости | Репрезентација Србије у узрасту до 18 година старости | Репрезентација Србије у узрасту до 18 година старости |
| #                                                     | Датум                                                 | Такмичење                                             | Локација                                              | Домаћин                                               | Резултат                                              | Гост                                                  | Мин.                                                  | Гол                                                   | Реф.                                                  |
| ----------------------------------------------------- | ----------------------------------------------------- | ----------------------------------------------------- | ----------------------------------------------------- | ----------------------------------------------------- | ----------------------------------------------------- | ----------------------------------------------------- | ----------------------------------------------------- | ----------------------------------------------------- | ----------------------------------------------------- |
| 1.                                                    | 26. мај 2016.                                         | Пријатељска утакмица                                  | СЦ „Вујадин Бошков”, Нови Сад                         | Србија                                                | 0 : 2                                                 | Босна и Херцеговина                                   |                                                       | [ 31 ]                                                |                                                       |
| 1                                                     | Укупан број утакмица и постигнутих погодака           | Укупан број утакмица и постигнутих погодака           | Укупан број утакмица и постигнутих погодака           | Укупан број утакмица и постигнутих погодака           | Укупан број утакмица и постигнутих погодака           | Укупан број утакмица и постигнутих погодака           | Укупан број утакмица и постигнутих погодака           | 0                                                     | [ 32 ] [ 33 ]                                         |

| Репрезентација Србије у узрасту до 19 година старости | Репрезентација Србије у узрасту до 19 година старости | Репрезентација Србије у узрасту до 19 година старости | Репрезентација Србије у узрасту до 19 година старости | Репрезентација Србије у узрасту до 19 година старости | Репрезентација Србије у узрасту до 19 година старости | Репрезентација Србије у узрасту до 19 година старости | Репрезентација Србије у узрасту до 19 година старости | Репрезентација Србије у узрасту до 19 година старости | Репрезентација Србије у узрасту до 19 година старости |
| #                                                     | Датум                                                 | Такмичење                                             | Локација                                              | Домаћин                                               | Резултат                                              | Гост                                                  | Мин.                                                  | Гол                                                   | Реф.                                                  |
| ----------------------------------------------------- | ----------------------------------------------------- | ----------------------------------------------------- | ----------------------------------------------------- | ----------------------------------------------------- | ----------------------------------------------------- | ----------------------------------------------------- | ----------------------------------------------------- | ----------------------------------------------------- | ----------------------------------------------------- |
| 1.                                                    | 9. март 2017.                                         | Пријатељска утакмица                                  | Кућа фудбала, Стара Пазова                            | Србија                                                | 3 : 3                                                 | Босна и Херцеговина                                   | Гол                                                   | [ 34 ]                                                |                                                       |
| 2.                                                    | 23. март 2017.                                        | Квалификације за Европско првенство                   | Стадион Сомердам, Риселсхајм                          | Србија                                                | 1 : 0                                                 | Словачка                                              |                                                       | [ 35 ]                                                |                                                       |
| 2                                                     | Укупан број утакмица и постигнутих погодака           | Укупан број утакмица и постигнутих погодака           | Укупан број утакмица и постигнутих погодака           | Укупан број утакмица и постигнутих погодака           | Укупан број утакмица и постигнутих погодака           | Укупан број утакмица и постигнутих погодака           | Укупан број утакмица и постигнутих погодака           | 1                                                     | [ 36 ]                                                |

## Трофеји и награде
Графичар
- Српска лига Београд: 2018/19.[37]